# Научная библиотека Льюиса
Научная библиотека Льюиса (англ. Lewis Science Library) — одна из академических библиотек библиотечной системы Принстонского университета (г. Принстон, штат Нью-Джерси, США). Библиотека открыта осенью 2008 года.

## История
В 2001 году Питер Б. Льюис, выпускник Принстонского университета 1955 года, председатель правления крупной компании автострахования (Progressive Corp.) пожертвовал 60 млн $ своей альма-матер на строительство здания новой естественнонаучной библиотеки.
Здание библиотеки спроектировано крупнейшим архитектором современности Фрэнком Гери, строительство велось с ноября 2004 года по август 2008 года

## Фонды
Фонды библиотеки содержат более 350 тыс. томов по физическим, биологическим, химическим наукам, наукам о Земле, математики, нейробиологии, психологии, а также карты и геопространственную информацию.